# Mersey River (Atlantik)
Der Mersey River ist ein Fluss im Südosten der kanadischen Provinz Nova Scotia.

## Flusslauf
Der Mersey River bildet den Abfluss des Eleven Mile Lake. Er fließt in südlicher Richtung und durchquert die größeren Seen
Lake Kejimkujik im Kejimkujik-Nationalpark sowie den Lake Rossignol, um schließlich bei der Stadt Liverpool in den Atlantik zu münden. Seine Zuflüsse sind der Shelburne River (mündet in den Lake Rossignol), der West River und der Little River.
Der Fluss war eine wichtige Transportroute der Ureinwohner Neuschottlands, der Mi’kmaq Indianer. Später, in der Zeit der Kolonisierung durch die Engländer, wurde er als Transportweg für die Baumstämme aus dem Inneren des Landes benutzt. Heutzutage findet man einige kleinere Wasserkraftwerke entlang dem Flusslauf.